# Tibco
Tibco — американская компания-разработчик программного обеспечения для организаций, один из основных поставщиков связующего программного обеспечения. Основана в 1986 году, в середине 1990-х годов была подразделением агентства Reuters. Штаб-квартира в Пало-Альто.

## История
В 1985 году Вивек Ранадиве (англ. Vivek Ranadivé) получил от корпорации Teknekron венчурное финансирование на создание компании-разработчика программного обеспечения в размере $250 тыс. Основной программный продукт получил название TIB, от англ. The Information Bus (информационная шина), его предназначение — организация обмена данными между информационными системами. В 1986 году в инкубаторе Teknetron была создана компания Teknetron Software Systems (TSS), в 1987 году ставшая самостоятельной. В первые годы существования компания сконцентрировалась на решениях для биржевой торговли и заполучила таких клиентов, как Goldman Sachs, Fidelity Investments, Salomon Brothers, реализовав для них проекты по онлайн-интеграции биржевых, статистических и новостных данных. 1992 год компания завершила с выручкой $39 млн и прибылью $8 млн.
В 1994 году TSS была приобретена агентством Reuters за $125 млн, но сохранила операционную самостоятельность. Агентство планировало интегрировать программные решения TIB в свою трейдинговую систему Triarch 2000. В 1996 году компания была переименована в TIBCO по названию ведущего продукта (TIB company).
В январе 1997 года Рандиве убедил акционеров разделить компанию на подразделение, занимающееся программным обеспечением для финансовых рынков, целиком вошедшее в Reuters, и независимую Tibco Software, ориентированную на создание связующего программного обеспечения для нефинансового сектора, которую возглавил Рандиве. По условиям соглашения Reuters получила долю 49 % в Tibco Software, и последняя платила лицензионные отчисления Reuters за использование программной платформы TIB.
В 1998 году выручка компании составила $52 млн. В июле 1999 года компания провела первичное размещение на NASDAQ.
В 2004 году выручка компании достигла $445 млн.
По состоянию на 2010 год компания занимает 5-е место на 16-миллиардном рынке связующего программного обеспечения с долей 2,6 %, уступая IBM, Oracle, Microsoft и Software AG.
Выручка компании в 2012 году превысила $1 млрд, 40 % которой получено за счёт продаж лицензий на программные продукты, 60 % — за услуги по внедрению и сопровождению.

## Продукты
Основная линейка продуктов компании — связующее программное обеспечение для интеграции данных, обмена сообщениями между информационными системами, управления бизнес-процессами, обработки сложных событий, управления основными данными. С 2007 года компания выпускает BI-платформу Spotfire на основе разработок поглощённой компании Spotfire, в 2011—2012 годы созданы продукты для организации корпоративных социальных сетей.
Tibco General Interface — платформа для создания Ajax-приложений с насыщенным пользовательским интерфейсом (RIA), в 2009 году Tibco передала исходный код продукта в некоммерческий фонд Dojo Foundation.
В результате поглощения фирмы Jaspersoft в апреле 2014 года продуктами Tibco стали также BI-платформа Jasper BI Suite и средство разработки и генерации отчётов JasperReports.